# يوهان شميد
يوهان شميد (بالألمانية: Johann Schmid)‏ هو طيار مقاتل نمساوي، ولد في 13 يناير 1911 في Gainfarn ‏ في النمسا، وتوفي في 6 نوفمبر 1941 في بحر المانش في فرنسا بسبب قتل في المعركة.